# Кимхи, Давид (разведчик)
Давид Кимхи (ивр. דוד קמחי‎, англ. David Kimche; 14 февраля 1928, Лондон — 8 марта 2010, Рамат-ха-Шарон) — деятель израильских спецслужб и политик. Заместитель директора «Моссада», генеральный директор министерства иностранных дел Израиля.

## Биография
Дэйв Кимхи родился в Лондоне в многодетной семье евреев-сионистов, став в ней последним, девятым ребёнком. В 18 лет он эмигрировал в Палестину и принял участие в Войне за независимость Израиля. В бою за пригород Иерусалима Абу-Тор он был ранен в ногу; пулю не сумели извлечь до конца его жизни. После войны они со старшим братом, журналистом Джоном Кимхи, напишут о ней книгу.
По окончании военных действий Кимхи поступил в Еврейский университет в Иерусалиме по специальности «Ближний Восток», продолжив затем своё образование в Сорбонне. Одновременно с учёбой он работал ночным редактором в газете Palestine Post. Однако карьере дипломата, о которой мечтал Кимхи, не суждено было состояться: в 1953 году он поступил на службу в «Моссад». В первые годы карьеры он работал в странах Азии и Африки, выдавая себя за британского бизнесмена, а позднее активно сотрудничал с освободительными движениями в странах Африки. В частности он организовал обучение в Израиле кенийских повстанцев и помогал создавать разведслужбы в недавно образованных африканских государствах, включая Гану. По слухам, он также участвовал в подготовке свержения султана Занзибара. Тем не менее многие государства Африки после Шестидневной войны разорвали завязавшееся сотрудничество с Израилем.
Служебный рост Кимхи в «Моссаде» окончился на должности заместителя директора. Его шансы возглавить агентство не были реализованы из-за плохих отношений с действующим директором «Моссада» Ицхаком Хофи, и в 1980 году Кимхи расстался с разведкой. Премьер-министр Менахем Бегин назначил его генеральным директором министерства иностранных дел. Тем не менее и на новой должности Кимхи продолжал играть важную роль в секретных операциях Израиля. Среди прочих, с его участием принималось решение об операции «Мир Галилее», переросшей в Ливанскую войну, велись переговоры с маронитскими лидерами в Ливане о заключении мира с Израилем, осуществлялись секретные контакты между США, Израилем и Ираном, известные впоследствии как сделка «Иран-контрас», и восстанавливались дипломатические отношения между Шри-Ланкой и Израилем. После увольнения с государственной службы в 1987 году Кимхи возглавлял Израильский совет по международным отношениям, читал лекции в университетах и писал авторские колонки в израильских газетах. В 1997 году по инициативе Кимхи был создан Международный альянс за арабо-израильский мир, а в 2003 году он был одним из ведущих участников Женевской инициативы, в рамках которой были сформулированы возможные пути заключения такого мира. Он также был председателем расположенной в Цюрихе международной организации «Глокальный форум» (англ. Glocal Forum), занимающейся проблемами глобализации
Давид Кимхи умер у себя дома в Рамат-ха-Шароне в марте 2010 года от рака мозга, оставив после себя вдову и четверых детей.